# Mora Windt-Martini
Mora Martini (născută Mora Windt, 7 august 1937, la Brașov, România; d. 11 ianuarie 2014, la Haag, Germania) a fost o handbalistă de origine germană din România care a făcut parte din echipa națională a României medaliată cu aur la Campionatul Mondial în 11 jucătoare din 1956. Windt-Martini a evoluat pe postul de atacant central și a fost o jucătoare de mâna stângă.

## Biografie
Mora Windt a luat contact cu handbalul la Școala Medie Tehnică de Cultură Fizică din Brașov. În 1949, când Dumitru Popescu-Colibași a înființat o secție de handbal la clubul Progresul Brașov, Mora și sora sa, Senta, dar și alte handbaliste de origine germană precum Anna Stark sau Maria Scheip, s-au înscris în echipă.
În 1953, Progresul Brașov a obținut locul al doilea în competiția internă „Cupa Orașelor”, iar în același an Windt a făcut parte din echipa națională de handbal de câmp a României care a câștigat medalia de argint la prima ediție a Festivalului Mondial al Tineretului și Studenților, desfășurată la București. Enciclopedia „Istoria jocului”, coordonată de fostul antrenor și oficial federal Constantin Popescu și disponibilă pentru consultare pe site-ul web oficial al Federației Române de Handbal, consideră că Festivalul „era un veritabil Campionat European al vremurilor”.
În paralel cu handbalul, Mora Windt și Anna Stark participau și în campionatul național de baschet. Sâmbăta jucau meciuri de baschet pentru echipa Voința Brașov, iar duminica jucau handbal pentru Progresul.
În 1954, Windt a câștigat medalia de argint în campionatul național de handbal în 11 jucătoare. În 1955, pe lângă medalia de bronz în campionatul național, Mora Windt a participat la a doua ediție a Festivalului Mondial al Tineretului și Studenților, desfășurată la Varșovia, unde echipa feminină a României a obținut medalia de aur.
În ianuarie 1956, Mora Windt și echipa Progresul Brașov au câștigat prima ediție a „Cupei de Iarnă”, competiție de handbal în 7 jucătoare organizată la Sala Floreasca din București. De la Progresul, Windt și Stark au fost declarate cele mai bune handbaliste din finala feminină. Tot în 1956, echipa Progresul Brașov a câștigat Campionatul Republican în 11 jucătoare.
Însă cea mai mare performanță sportivă a Morei Windt a fost participarea și câștigarea Campionatul Mondial din 1956, desfășurat în R.F. Germania. În finala disputată împotriva echipei țării gazdă, Mora Windt a înscris unul din cele 6 goluri ale echipei României.
În 1957, după câștigarea titlului cu Progresul Brașov, Mora Windt și Anna Stark au jucat la Flamura Roșie Sibiu, dar au revenit la Progresul în toamna aceluiași an. Deși un rezumat al vieții handbalistei, publicat în Germania pe un site dedicat sașilor transilvăneni, susține că Windt a jucat la Tractorul Brașov încă din toamna anului 1956, articole din ziarele românești ale vremii o menționează pe Windt la Progresul în octombrie 1957.
În august 1957, Mora Windt a făcut parte din echipa națională a României care a câștigat medalia de argint la Jocurile Sportive Internaționale Prietenești, desfășurate la Moscova și organizate după modelul Jocurilor Olimpice de vară. În 1958, Windt a jucat ultimul său meci pentru echipa României.
În 1959, un articol de propagandă din ziarul Scînteia menționează că Mora Windt era angajată la „Uzinele de tractoare „Ernst Thälmann” din Orașul Stalin”. Conform articolului, „Și în cadrul echipei de handbal, care activează în prima categorie a țării, găsim muncitoare fruntașe ca: Mora Windt, maestră emerită a sportului, pregătitoare la turnătorie [...]”, spre deosebire de Judith Nako, viitoare campioană mondială în 1962, „electrician, o jucătoare foarte bună dar dezinteresată față de îndeplinirea sarcinilor de producție”. Windt a jucat pentru echipa Tractorul Brașov până în 1962, când s-a retras din activitatea sportivă.

## Palmares

#### Cu echipe de club
- Campionatul Republican Categoria A: 
  - Câștigătoare: 1956 (handbal în 11)
  - Medalie de argint: 1954 (handbal în 11)
  - Medalie de bronz: 1955 (handbal în 11), 1959 (handbal în 7)

- Cupa orașelor:
  - Locul 2: 1953 (handbal în 11)

- Cupa de iarnă:
  -  Câștigătoare: 1956 (handbal în 7)
  - Locul 3: 1961 (handbal în 7)

#### Cu echipa națională
- Campionatul Mondial: 
  -  Medalie de aur: 1956 (handbal în 11)

- Festivalul Mondial al Tineretului și Studenților: 
  - Medalie de aur: 1955 (handbal în 11)
  - Medalie de argint: 1953, 1957 (handbal în 11)

## Distincții individuale
Pe 12 iulie 1956, la sediul Comitetului pentru Cultură Fizică și Sport de pe lângă Consiliul de Miniștri, a avut loc o festivitate prin care Morei Windt și celorlalte handbaliste câștigătoare ale Campionatului Mondial din 1956 li s-a decernat titlul de Maestru Emerit al Sportului.
În iunie 2009, ea a fost decorată cu Ordinul „Meritul Sportiv” clasa a II-a cu 1 baretă.

## Viața personală
Mora Windt a făcut primii pași în handbal prin intermediul competițiilor sportive locale organizate de sindicate. Tot prin intermediul handbalului, ea și-a cunoscut viitorul soț, Fritz Martini, cu care s-a căsătorit în mai 1960. Martini, născut pe 21 noiembrie 1932, luase parte la Al Doilea Război Mondial și se întorsese din prizonieratul sovietic în 1946, în Mediaș, orașul său natal. În 1951, el a semnat un contract cu echipa Dinamo Brașov.
După încheierea carierelor sportive, cei doi soți au emigrat în Republica Federală Germană.